# Catenary Nunatak
Catenary Nunatak är en nunatak i Antarktis. Den ligger i Östantarktis. Nya Zeeland gör anspråk på området. Toppen på Catenary Nunatak är 1 814 meter över havet.
Terrängen runt Catenary Nunatak är varierad. Trakten är obefolkad. Det finns inga samhällen i närheten. 